# Храм Ясака
35°00′13″ пн. ш. 135°46′43″ сх. д. / 35.003645° пн. ш. 135.778529° сх. д.
Храм Ясаку (яп. 八坂神社, ясака-дзіндзя, «Храм восьми пагорбів») — синтоїстська кумирня на сході Кіото в районі Гіон, називається також Гіонська кумирня. Побудована в 656. До комплексу входять кілька будівель, ворота, головний зал і сцена для виступів та ритуалів. 

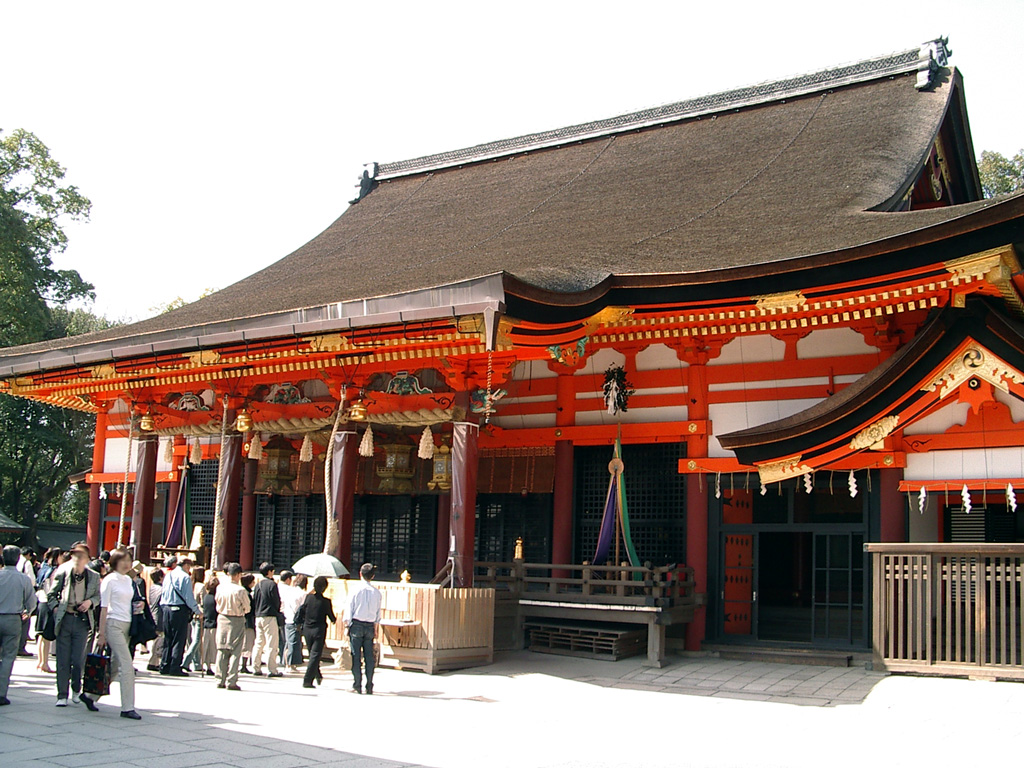
Ясака-дзіндзя

У 869 мікосі (переносна кумирня-паланкін) урочисто пронесена через все місто для запобігання епідемії. Після цього стали регулярно проводиться свята Гіон-мацурі. 
Кумирня активно відвідується також на японський Новий рік і в момент цвітіння сакури. Територія кумирні примикає до знаменитого парку Маруяма. 